# Fanatisme

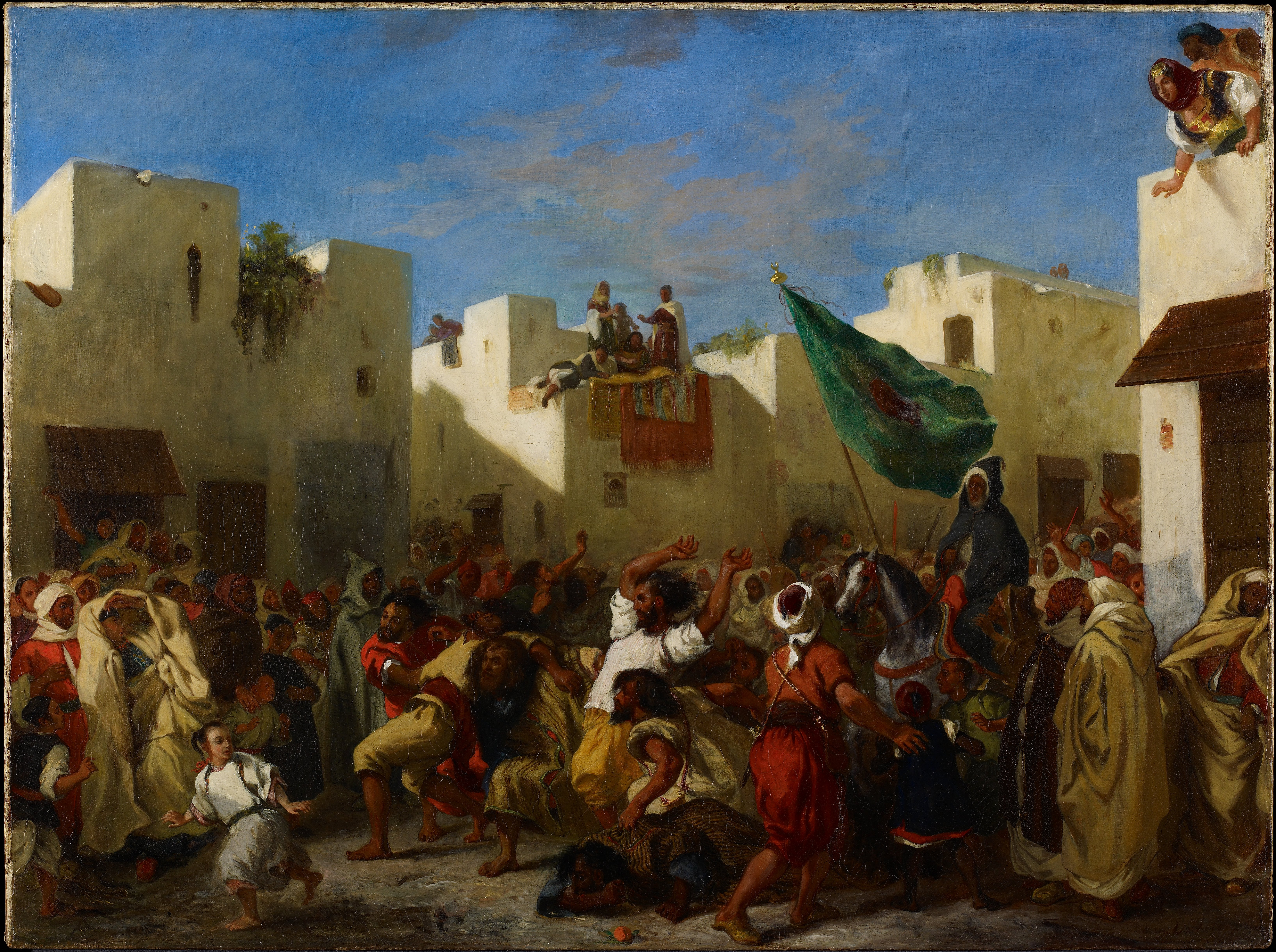
Les fanatiques de Tanger d'Eugène Delacroix, 1838 - (Minneapolis Institute of Arts).

Le fanatisme est un état d'esprit où il n'y a plus de limites dans les actions que le fanatique entreprend pour faire triompher ses idéaux.

## Étymologie
Le mot fanatisme dérive de fanatice, qui signifie « frénétique » en latin.

## Philosophie
(novembre 2024).
Des auteurs et personnalités traitent du fanatisme.

### Voltaire
Voltaire soutient que la philosophie est le seul remède au fanatisme : « Le fanatisme est à la superstition ce que le transport est à la fièvre, ce que la rage est à la colère. Celui qui a des extases, des visions, qui prend des songes pour des réalités, et ses imaginations pour des prophéties, est un enthousiaste; celui qui soutient sa folie par le meurtre, est un fanatique. ».
Le plus grand exemple selon lui serait : « celui des bourgeois de Paris qui coururent assassiner, égorger, jeter par les fenêtres, mettre en pièces, la nuit de la Saint-Barthélémy, leurs concitoyens qui n'allaient point à la messe. »
Pour Voltaire, le fanatisme est « le fruit d’une folie individuelle qui prend racine dans l’inadaptation des lois religieuses aux époques postérieures à leur promulgation. Cela tiendrait au fait que ces lois sont appliquées avec une rigueur démesurée qui mène généralement à la violence : l’exemple typique aux yeux de Voltaire est celui des Européens, et du fanatisme propagé par eux au nom de la religion chrétienne ».

### Victor Hugo
Victor Hugo soutient que « rien n'égale la puissance de surdité volontaire des fanatismes ».

### Albert Brie
Albert Brie définit avec humour le fanatique comme « Héros qui, pour le triomphe de ses préjugés, est prêt à faire le sacrifice de votre vie ».

### Winston Churchill
Winston Churchill estime qu'« un fanatique est quelqu'un qui ne veut pas changer d'avis et qui ne veut pas changer de sujet »

### Henri Peña-Ruiz
Henri Peña-Ruiz : « Le fanatique ne tient aucune distance entre son être et ses croyances »

### Alain
Pour Alain, « Il y a quelque chose de mécanique dans une pensée fanatique, car elle revient toujours par les mêmes chemins. Elle ne cherche plus, elle n'invente plus. Le dogmatisme est comme un délire récitant. Il y manque cette pointe de diamant, le doute, qui creuse toujours ».

### Oscar Wilde
Selon Oscar Wilde, « Ce qu’il y a de pire chez le fanatique, c’est la sincérité ».